# Аболфазль Джалалі
Саєд Аболфазль Джалалі Бурані (перс. سید ابوالفضل جلالی بورانی;, нар. 26 червня 1998, Амол) — іранський футболіст, захисник «Естеглала» та національної збірної Ірану.

## Клубна кар'єра
Народився 26 червня 1998 року в Амолі. Вихованець юнацьких команд футбольних клубів «Падідех Сарі» та «Сайпа».
У дорослому футболі дебютував 2018 року виступами за головну команду останнього, в якій провів три сезони, взявши участь у 58 матчах чемпіонату. 
До складу тегеранського «Естеглала» приєднався 2021 року.

## Виступи за збірні
Протягом 2018–2019 років залучався до складу молодіжної збірної Ірану. На молодіжному рівні зіграв у 6 офіційних матчах.
2021 року дебютував в офіційних матчах у складі національної збірної Ірану. Наступного року поїхав зі збірною на чемпіонат світу 2022 року до Катару. На турнірі вийшов на заміну у заключній грі групового етапу, в якій іранці поступилися команді США, після чого припинила боротьбу на турнірі.
| Дата       | Місто         | Господарі | Результат | Гості     | Турнір             | Голи | Примітки |
| ---------- | ------------- | --------- | --------- | --------- | ------------------ | ---- | -------- |
| 30-3-2021  | Тегеран       | Іран      | 3 – 0     | Сирія     | товариський матч   | -    | 65'      |
| 23-9-2022  | Санкт-Пельтен | Уругвай   | 0 – 1     | Іран      | товариський матч   | -    | 69'      |
| 10-11-2022 | Тегеран       | Іран      | 1 – 0     | Нікарагуа | товариський матч   | -    |          |
| 29-11-2022 | Доха          | Іран      | 0 – 1     | США       | ЧС 2022 - 1-й етап | -    | 72' 90'  |
| Усього     |               | Матчів    | 4         |           | Голів              | 0    |          |

## Досягнення
«Естеґлал»
- Про-ліга Ірану
  -  Чемпіон (1): 2021/22

- Кубок Хазфі
  -  Володар (1): 2024/25

- Суперкубок Ірану
  -  Володар (1): 2022